# Mirafuentes
Mirafuentes est une municipalité de la communauté forale de Navarre, dans le Nord de l'Espagne.
Elle est située dans la zone linguistique mixte de la province, à 72 km de sa capitale, Pampelune.
Elle appartient à la mérindade d'Estella. Le secrétaire de mairie est aussi celui de Mendaza et Nazar.

## Démographie
| Évolution démographique                                     | Évolution démographique | Évolution démographique | Évolution démographique | Évolution démographique | Évolution démographique | Évolution démographique | Évolution démographique | Évolution démographique | Évolution démographique | Évolution démographique |
| 1996                                                        | 1998                    | 1999                    | 2000                    | 2001                    | 2002                    | 2003                    | 2004                    | 2005                    | 2006                    | 2007                    |
| ----------------------------------------------------------- | ----------------------- | ----------------------- | ----------------------- | ----------------------- | ----------------------- | ----------------------- | ----------------------- | ----------------------- | ----------------------- | ----------------------- |
| 57                                                          | 55                      | 52                      | 52                      | 54                      | 55                      | 56                      | 58                      | 53                      | 48                      | 48                      |
| Sources: Mirafuentes et instituto de estadística de navarra |                         |                         |                         |                         |                         |                         |                         |                         |                         |                         |

### Sources
- (es) Cet article est partiellement ou en totalité issu de l’article de Wikipédia en espagnol intitulé « Mirafuentes » (voir la liste des auteurs).